# أريشيني
أريشيني هي قرية تقع في إقليم ألبا في رومانيا.

## السكان

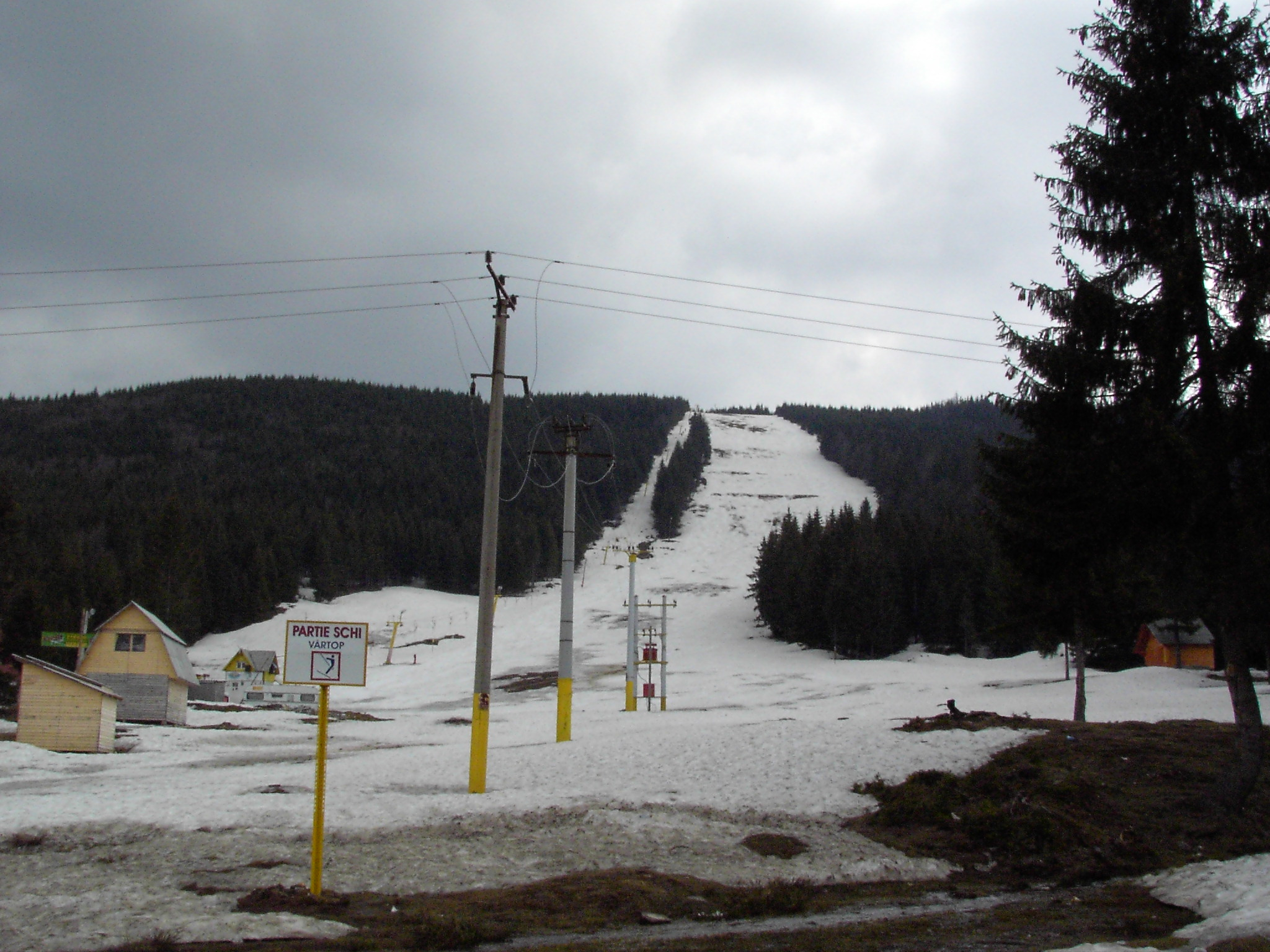
أريشيني

حسب إحصائيات 2002 بلغ عدد سكان القرية 1,921 نسمة.